# ウィロー・ティールームズ
ウィロー・ティールームズ(英語: Willow Tearooms)は、スコットランド、グラスゴー、ソーキーホール通り119-1211にあるティールームである。国際的に有名な建築家、チャールズ・レニー・マッキントッシュによってデザインされ、1903年10月にオープンした。ウィロー・ティールームズは、瞬く間に多大な人気を得た。19世紀末と20世紀初めにオープンした多くのグラスゴーのティールームの中で最も有名である。

## 背景

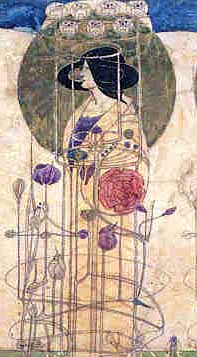
ブキャナン通りのティールームにあるマッキントッシュがデザインしたフリーズ

1896年、マッキントッシュはキャリアの初期にキャサリン・クランストン（ケイト・クランストン、または単にミス・クランストンとして広く知られる）と出会った。彼女は、地方で事業をしている女性であった。また、グラスゴーに住む茶の商人の娘で、禁酒運動の根強い信奉者であった。
禁酒運動は世紀の変わり目にグラスゴーでますます人気になっており、ミス・クランストンは「アート・ティールームズ」シリーズのアイディアを思いついた。「アート・ティールームズ」とは、一つの建物の中の様々に異なる「部屋」でリラックスしたり、アルコールを含まない食事を楽しんだりするために人々が集まることのできる場所である。これは、ミス・クランストンとマッキントッシュの長きにわたる協働関係の始まりであることがわかった。1896年と1917年の間、クランストンのグラスゴーにあるティールームズ全4店舗についてマッキントッシュがインテリアをデザインし新しいスタイルに変えたが、この多くの場合が彼の妻マーガレット・マクドナルドとの合作であった。

### 初期のティールームズ
マッキントッシュは1896年にクランストンの新しいブキャナン通りのティールームの壁画をデザインすることに携わった。そのティールームはジョージ・ウォルトンがデザインしたインテリアや家具とともに、エディンバラのジョージ・ワシントン・ブラウンによってデザインされ、建設されているものだった。マッキントッシュは女性の部屋、昼食部屋や喫煙室にバラに囲まれた細い女性の姿の向かい合わせに置かれている一対を描いているステンシルのフリーズ をデザインした。
1898年、現存するアーガイル通りのティームールのための彼の次の仕事では、家具とインテリアをマッキントッシュ、壁画をウォルトンがデザインするということで、ブキャナン通りのティールームの設計役割とは逆になった。この仕事でマッキントッシュのトレードマークである背もたれの高い椅子のデザインが初めて登場した。1900年にミス・クランストンは彼にイングラム通りのティールーム全部屋のデザインを改めるように依頼した。これがホワイト・ダイニングルームの建設となった。イングラム通りからダイニングルームに入ってくる客たちはガラスがはめられた木造の障壁で部屋から分けられた廊下を通り過ぎて、これからの体験について興味をそそるような眺めを少しだけ見ることができる。
このことは1903年に新しいソーキーホール通りのティールームを全てデザインする依頼のきっかけとなった。マッキントッシュは初めてインテリアデザインと家具だけでなく、内部の間取りと外部の建築方法の全詳細についての責任を委ねられた。結果として建物はウィロー・ティールームとして知られるようになり、さらにマッキントッシュがミス・クランストンのために引き受けた一番有名で重要な仕事になった。

## ウィロー・ティールームズ
ミス・クランストンが選んだ新しいティールームは、ソーキーホール通りの南側の都市敷地内の狭い隙間に位置し、かつては倉庫であった4階建ての建物であった。「ソーキーホール」という名前は、「ヤナギ(saugh)」と「草地(haugh)」から由来しており、これらの言葉はスコットランドの方言である。これは、マッキントッシュとマクドナルドのデザインテーマについてのアイディアの原点となっている。
現存する建物の中でマッキントッシュはグラスゴーの客を楽しませるため、様々な機能や装飾を幅広いタイプの場所に施した。1階の前方には女性のための部屋、後方には一般的なランチルーム、そして上のほうにはティー・ギャラリーがある。2階にはソーキーホール通りを見渡せる高級な女性の部屋である「豪奢の間」がある。3階は男性のために木造壁板のビリヤードルームと喫煙室になっていた。デザインのコンセプトは女性が友人と会うことと男性の仕事休憩に使われることで、それを見越して都市の中心部のオアシスとしての場所が作られた。 
様々な部屋の装飾には「女性のために明るく、男性のために暗く」というテーマがある。前方の女性のティールームは白、シルバー、それからバラ色になっていた。後方の一般的なランチルームは、オークの木と灰色のカンバス、それから上から光が入る設計のティー・ギャラリーの天井はピンク、白、灰色であった。内部構造の変更と新しい外側のファサードをデザインすることに加え、妻マーガレットとの共同制作でマッキントッシュはティールームのあらゆる側面をデザインした。インテリアデザイン、家具、ナイフ・スプーン類、メニュー、それからウェイトレスの制服もデザインした。柳はティールームの名前の基盤であっただけでなく、インテリアデザインに用いられた装飾のモチーフの必要不可欠な部分と、建築の構造と家具に使用された材木の多くを構成した。

### 豪奢の間

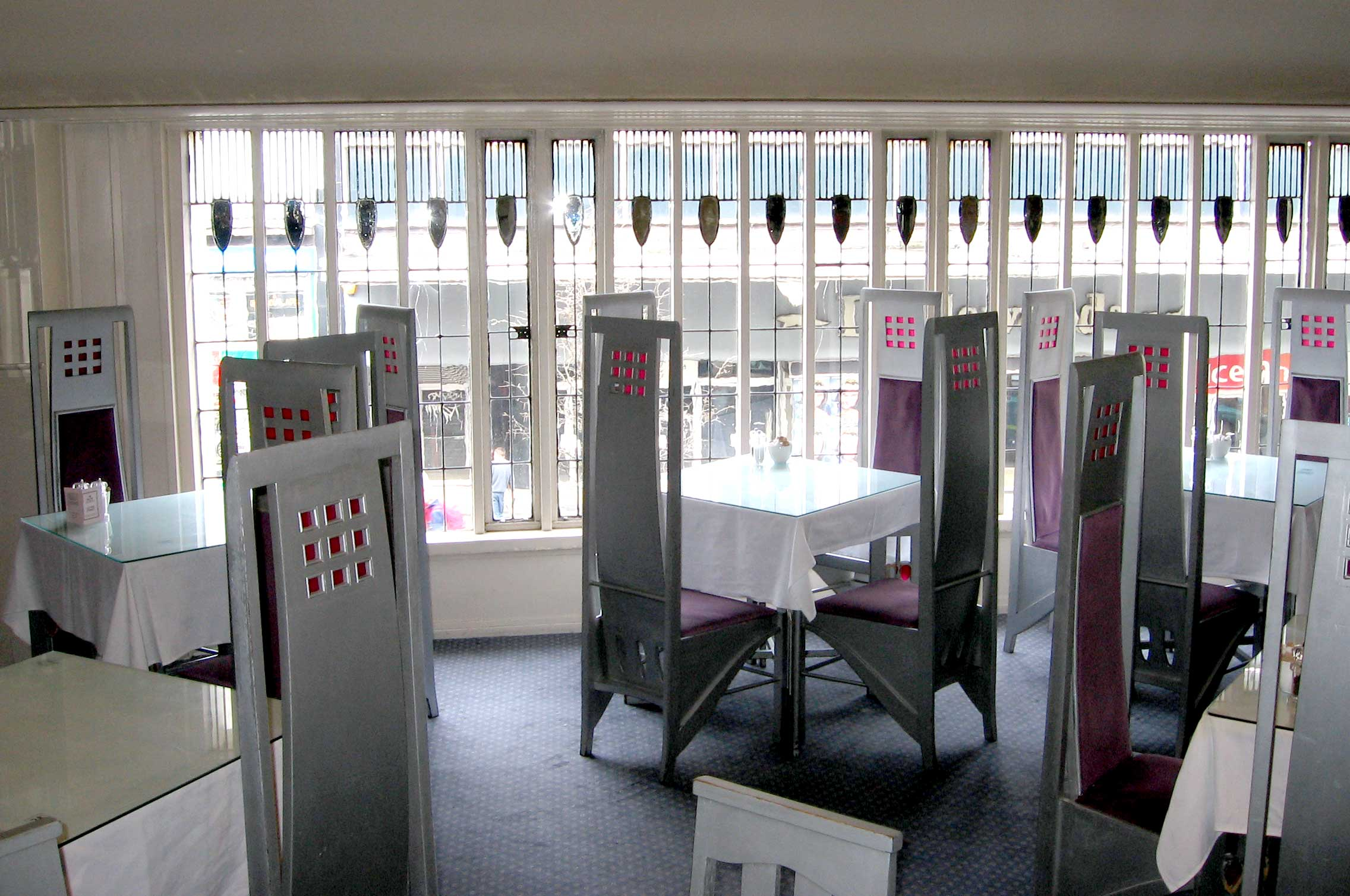
修復後の「豪奢の間」

「豪奢の間」はマッキントッシュが創った部屋の中で最も贅沢なもので、ティールームの主要な魅力となった。その部屋は、建物の2階前方に位置していて、わずかに後方のティー・ギャラリーの高さよりも上である。さらに大きな丸天井で特徴づけられており、少しカーブした壁全体の幅を覆う出窓からソーキーホール通りを見渡せる。部屋の入り口はガラスを埋め込んだ装飾が特徴の立派な両開きのドアのセットになっており、向こうに存在する色彩とモティーフを暗示している。

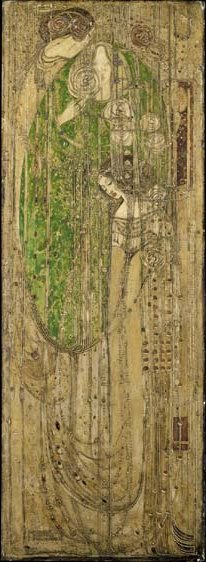
マーガレット・マクドナルドの有名なゲッソパネル、 O ye, all ye that walk in Willowood.

当時には「アフターヌーン・ティーの幻想」と言われていて、その部屋は居心地良く豪華に装飾されていた。灰色、紫、白の壮麗な配色でまとめられていて、さらには柔らかい灰色のカーペット、シルクの取り付けられた台胴、布張りした高級なバラの色合いの紫色の贅沢な椅子とソファ、また背もたれの高い椅子とシルバー彩色のテーブルで特徴づけられている。壁はシンプルな白で塗られていて高い位置に色づいたフリーズがあり、パネルには鏡がついておりガラスがはめ込まれている。片方の壁には壁炉があり、反対側の壁ではマーガレット・マクドナルドの最も有名な作品の一つであるゲッソパネルが特徴になっている。このパネルは、ダンテ・ゲイブリエル・ロセッティのソネット、O Ye, all ye that walk in Willow Woodからインスパイアされた。 これはぱりっとした白いテーブルクロスやヤナギ模様の青い陶器によってすべて補完されていた。
部屋の華美な装飾は、1900年からのマッキントッシュ夫妻スタイルの発展の論理的な延長線上にあると理解することが可能である。マッキントッシュ夫妻は1900年から包括的な国内における依頼のためのインテリアデザインを発達させ、それから宣伝用の企画や展示物のためのデザインに移行したのである。「芸術愛好家の家」におけるカラフルなインテリアデザインは、芸術作品としての部屋というヨーロッパの思想を商業的にしたヴィジョンであった。

### 外観

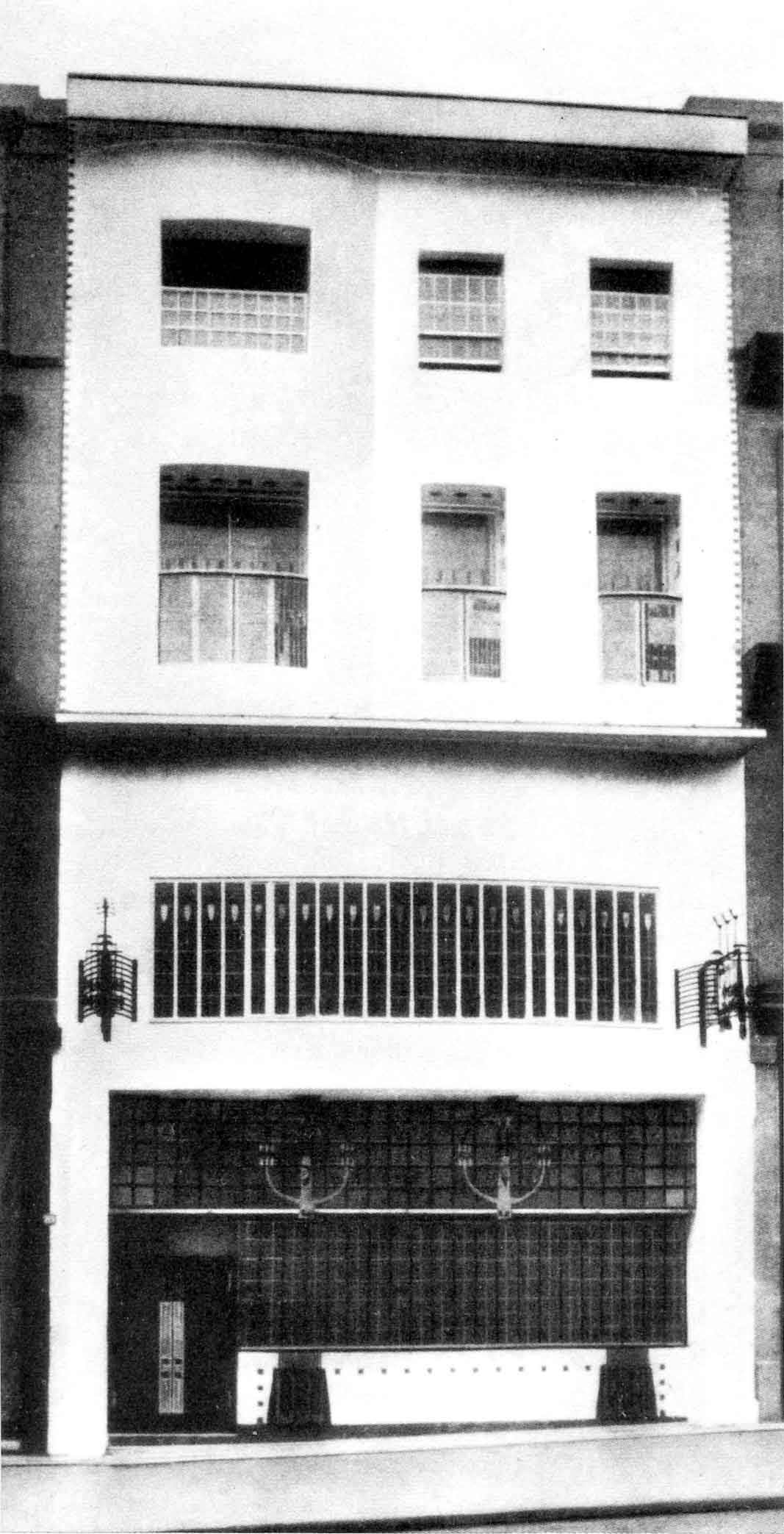
1903年辺りのソーキーホール通りのウィロー・ティルームズの正面

マッキントッシュによって作り直された外観は非対称になるようよく考えられており、表面にいくつか浅い曲線があるような抽象的に設計された構成であった。また、窓と表玄関の壁の表面から引っ込みをつけてあるところのくぼみの深さがそれぞれ異なっている。その構成は隣接する建物の都市環境を尊重し、主なコーニスの列と隣の建物の高さを一致させた。また、アール・ヌーヴォーとモダニズム建築運動の新たな発想を探求していた。
1階の入口ドアは窓が並ぶ広帯域の一番左手に配置されている1階の窓もドアも「豪奢の間」が位置している2階の壁より引っ込んでいる。「豪奢の間」の大切さを強調するためにマッキントッシュは壁全体の幅を覆う出窓をデザインし、さらに上品な曲線で外観を設計している。これより上の2階はより規則的な窓の様式で、各フロアにつき3つそれぞれの窓のくぼみの深さが異なっている。構造の非対称さは左側の窓を広くすることと、どちらの階にも正面部分に緩やかな曲線を伸ばすことによって表現されていた。これは1階の曲線の型を再現し、非常に深く表面からくぼんだ場所にある下の建物への入り口を際立たせた。
マッキントッシュは近くの建物の天然石のような仕上がりに対比して、白い塗装で滑らかな仕上がりの見た目にすることを選んだ。外観の周辺まわりに、窓ガラスとチェックのボーダーを形作るようにはめ込んだ装飾のタイルの使用を増やすというこの決定は、用途に適切な優雅で明るい印象を与える。家庭で使うようなスタイルの有鉛ガラスはインテリアの親密さを示し、内部にある豪奢なヤナギのテーマを暗示している。

## 今日のウィロー・ティールームズ

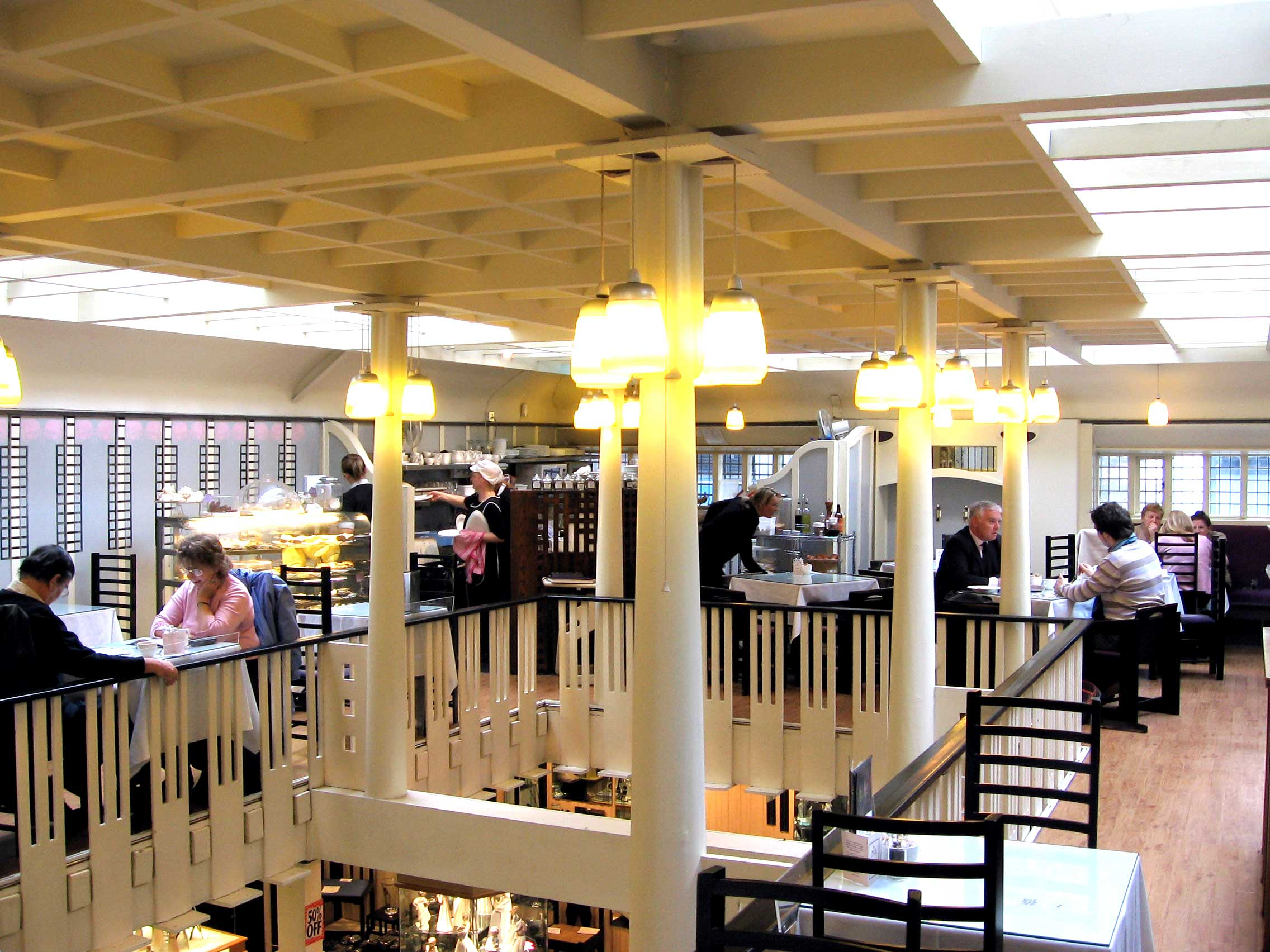
修復後のティー・ギャラリー

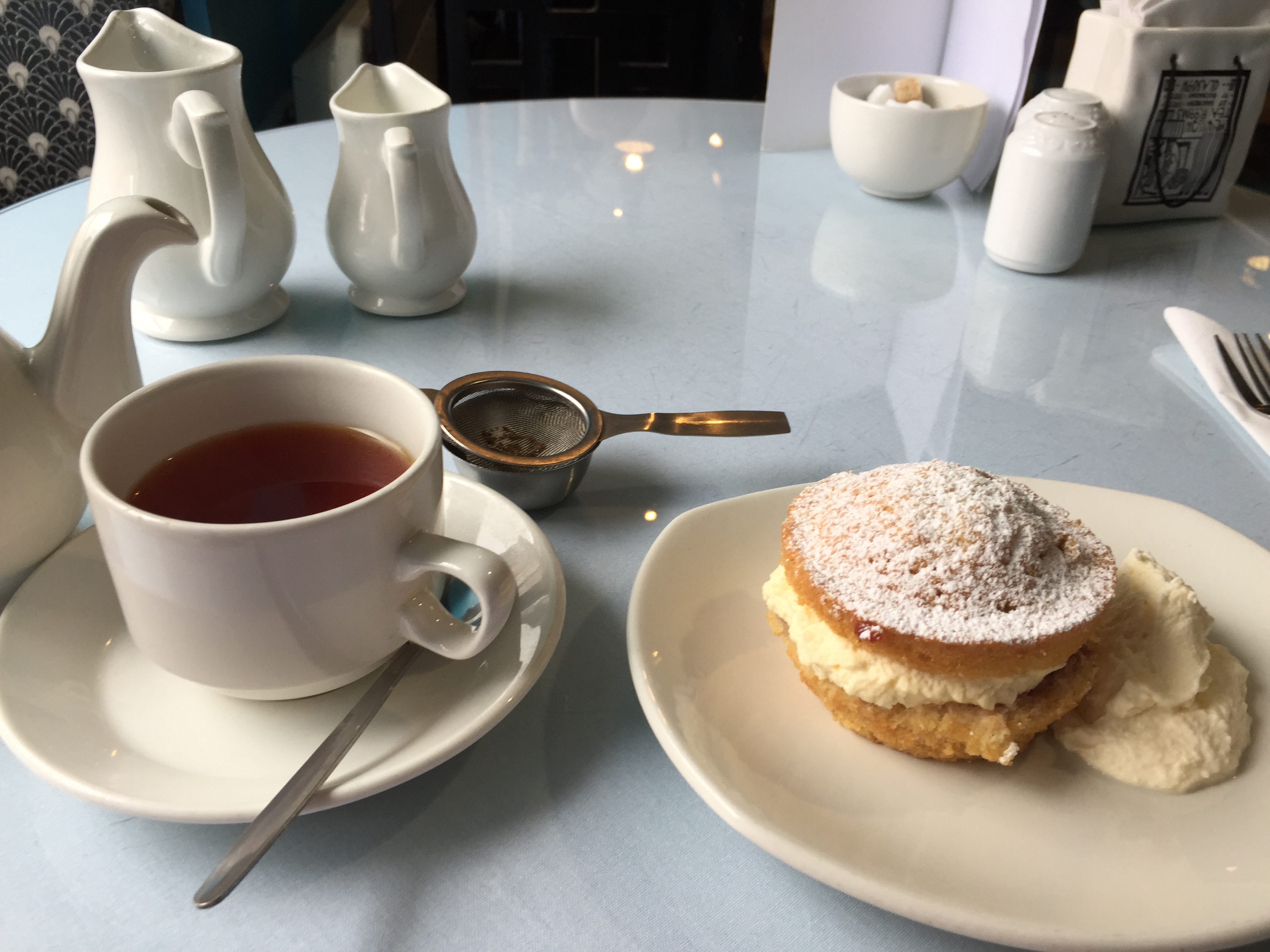
ウィロー・ティールームズのヴィクトリア・スポンジ(ケーキの一種)とミルクティー

1917年の夫の死後にミス・クランストンは自分の店を売ってしまった。ウィロー・ティールームは、1928年にデーリー・デパートと合併するまで新しい名前を用いて存続していた。1938年までほかの会社はクランストン・ティールーム会社の手中になっていった。1954年にこの会社が潰れた時にティールームは売却され、その後も数年以上様々な利用がなされた。デーリー側はウィロー・ティールームズの建物をデパートの一部として使えるようにしたが、ガラスのショーウィンドーと看板で覆った1階より上の見た目は変わっていなかった。成型石膏フリーズは従前通り１階の店舗装飾より上に見ることができた。そして「豪奢の間」は1980年代初期あたりに閉店するまでデパートのティールームとして利用され続けた。
広範囲にわたる修復作業はおよそ1世紀前にハニーマン、ケピー・アンド・マッキントッシュ会社の後継者であるケピー・ヘンダーソンの建築家ジェフリー・ウィンペニーの下で実行された。ウィロー・ティールームズは1983年に再びオープンした。その際には1階と再建されたギャラリーを占めるヘンダーソン宝石店の店先をなす1階のファサードが修復された。

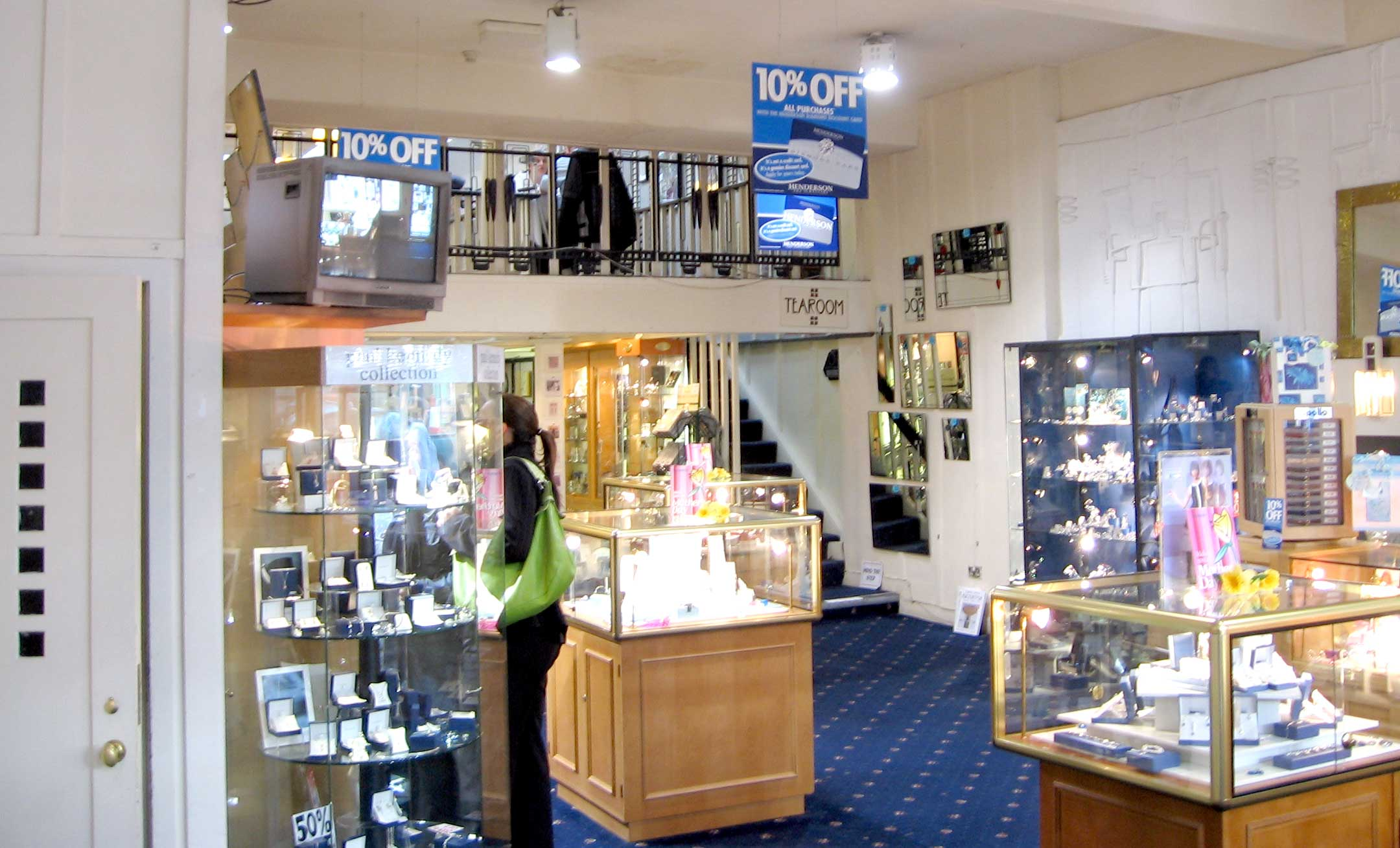
ティー・ギャラリーへの修復後手すりのある1階と壁の石膏でできたフリーズ

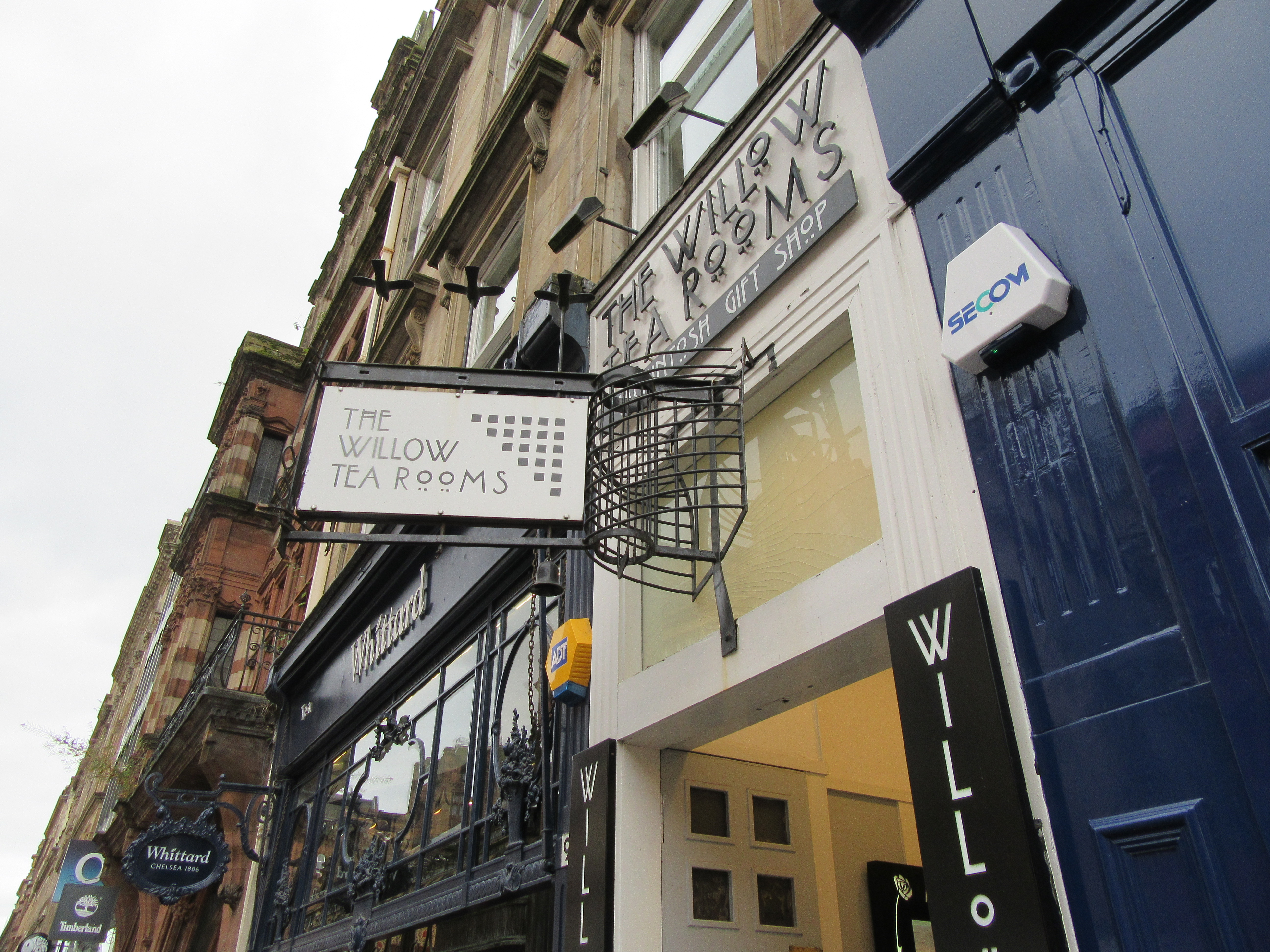
ブキャナン通りの看板

同じ時に「豪奢の間」は元々の配色を再現して一新し、背もたれの高い椅子を再現して備え付けた。当初は中心の正式なテーブルのところには8つの椅子しかなく、さらに周囲の椅子は背もたれが低かったのにもかかわらずである。「豪奢の間」はグラスゴーの女性経営者のアン・モルハーンによって1983年に再オープンされた。そして、1996年には彼女は建物の後部にあるティーギャラリーを賃貸した。今日では、来客者はマッキントッシュが計画した通りウィロー・ティールームズをもう一度訪れることができる。1997年に「ウィロー」はブキャナン通りの新ティールームに発展した。そのティールームは隣が元々クランストン・ティールームである。これらはオリジナルデザインの再形成を特色にした。そのオリジナルデザインはマッキントッシュが近くにあったイングラム通りのミス・クランストンのティールームのために「ホワイト・ダイニングルーム」と「チャイニーズ・ルーム」として創造したデザインである。
ウィロー・ティールームズは現在閉まっており、2018年の100周年記念前に広範囲の修復を行う。